# 遊戲模組
遊戲模組，這個遊戲術語源自英文縮略詞「MOD」、「Mod」（全称「Modification」，本意為「修改」），多指遊戲廠商或者熱心玩家(尤指)對於原版電子遊戲在功能方面的修改。遊戲模組必須依賴與原作品方可執行遊玩。遊戲中的道具、武器、角色、敵人、事物、模式、故事情節等任意部分都可能屬於修改範疇，多見於著名電子遊戲作品，遊戲類型多數為第一人稱射擊遊戲、即時戰略遊戲、角色扮演游戏（非日式）、動作遊戲，著名實例包括红色警戒2、毀滅戰士系列、橫掃千軍、雷神之鎚系列、戰慄時空系列、Minecraft、魔域幻境系列、无冬之夜系列、地牢围攻系列、上古卷軸5、Among us和俠盜獵車手系列。

## 地域差異
在亚洲，電子遊戲至關重要的因素常常為其劇情，修改並無實際意義，玩家動手能力較差。遊戲開發廠商經營理念与欧美不同，往往極力遏制這種行為；同時玩家樂於因近似形式或者常見形式改造遊戲，以致同人遊戲的盛行。

## 模组形式

### 官方工具
力主MOD的遊戲開發者會提供SDK或其他工具（如地圖編輯器），允许并鼓励玩家自行創造，包括遊戲中的模型。
从雷神之锤开始，经常有着名游戏的MOD以完全不同於原作形式出现，SDK通常足以大规模修改，有些开发者贩卖游戏引擎（甚至源代码）更加扩展。
地圖編輯器則是較為簡便的形式，通常由遊戲開發者製作，星際爭霸系列、絕冬城之夜系列和魔兽争霸III是這方面著名的例子。

### 簡單修改
有些游戏配置文件公开利於修改，例如侠盗猎车手III之後的GTA系列游戏。配置文件包括例如驾驶时的车辆操控、车辆颜色、武器属性、天气属性、NPC属性等，都是以纯文本存放的，并保留开发者的参数注释。车辆的模型和贴图，人物的模型和贴图，地图的模型和贴图等都是打包在一个IMG或RPF文件内，且打包文件的格式和模型文件和贴图文件的格式通常在游戏发售后不到半年就被破解，并由玩家制作出各式各样的模組。
有些則為暴力破解，如終極動員令系列。

### 彻底修改
彻底修改是指根据现有游戏制作的一个模组，将几乎取代原始游戏中的所有艺术资产，有时甚至是游戏玩法的核心方面，比如《反恐精英系列》最开始就是脱胎于《半条命》一个大修模组，改变了游戏原始玩法。

### 非官方补丁
非官方补丁可以是现有游戏的模组，但用于修复官方补丁未修复的错误，或者解锁已发布游戏文件中存在但在官方游戏中无法访问的内容。当原始开发者不愿意或无法正式提供功能时，此类补丁通常由游戏粉丝群成员创建，但缺点是开发商因为失误而未被删除的内容可能会被披露，如《侠盗猎车手:圣安地列斯》中的“热咖啡”。

### 附加组件
附加组件是一种典型的小型模组，可添加到特定游戏的原始内容中。在大多数情况下，附加组件会为游戏添加一个特定元素，例如射击游戏中的新武器、策略游戏中的新单位或地图、赛车游戏中的新车辆或赛道、Minecraft或Terraria等游戏中的新道具，或模拟游戏中的附加内容（例如新的可驾驶飞机，新的火车等）。这可以在不改变任何原始游戏现有内容的情况下完成。

## 發展道路

### 發行
不少MOD得以發行，例如《戰慄時空》的模組《絕對武力》与《決勝之日》等被玩家津津乐道的作品不久就獨立與原著發行，最知名的是《戰慄時空》的模組《反恐精英》，後者名氣远远超越了原作。更早的例子，是絕對武力前身，雷神之鎚II的模組Action Quake 2（AQ2）作為官方資料片的一部分發布，每名開發者獲得大約$5000的收益。

### 獨立
遊戲開發者最終將遊戲引擎原始碼公布，如自由空间2、id Software的绝大多数游戏引擎，於是玩家可以把MOD改造成完全獨立的遊戲。
比如基于Darkplaces（基於id Tech 1開發）的Nexuiz；ioquake3引擎的Urban Terror、Tremulous；基于FreeSpace2源代码计划的The Babylon Project（巴比伦计划）和Beyond the Red Line。
電子藝界允許開發者使用旗下SAGE引擎（Strategy Action Game Engine）開發免費的第一人稱射擊遊戲輔佐旗下的終極動員令系列，這些遊戲都具有相同背景，如對應紅色警戒的Red Alert: A Path Beyond、對應終極動員令：將軍的Scud Storm。

## 示例
販賣遊戲引擎促生了大量獨立遊戲開發者，例如：

### 成功案例
1. 《反恐精英》於1999年作為Valve所開發的遊戲《戰慄時空》遊戲模组推出。由於深受玩家的喜愛，2000年由Valve購得版權發行為獨立遊戲，並且聘用原開發者Minh Le與Jess Cliffe繼續參與遊戲的後續開發[4]。
2. 2012年年初，武装突袭2的模組DayZ（英语：DayZ (mod)）發佈后，造成的巨量的銷售量，僅僅數月便銷售了30萬套。現被武裝突擊的製作商波希米亚互动工作室（Bohemia Interactive）購買版權并發行了獨立版本的DayZ（英语：DayZ (video game)）。[5]

### 失败案例
1. 2015年4月23日，Steam开发商Valve宣布模组付费功能，并在《上古卷轴5：天际》实行。次日，收费模组《Art of Catch》因未经许可使用了另一作者fore的免费模组《Fores New Idles in Skyrim》的代码引发纷争，而Valve的说法称收费模组可以使用免费模组的代码。此后收费系统更是乱象丛生，出现众多抄袭他人免费模组并上架收费的案例，很多作者因此下架自己的免费模组。4月27日，《上古卷轴》开发商Bethesda解释为何实施模组收费模式，以及模组收入分配问题，相关分配方式和表达引发众多玩家和作者不满。4月28日，Valve叫停模组付费功能，并表示“对此事，我们完全不知道自己在做什么”[6][7][8]。

## 争议

### 模组的法律地位
模组的法律地位是一个不断发展且很大程度上尚未解决的法律问题。法律上的不确定性围绕着哪一方是模组的合法“版权所有者”——制作游戏的公司、单个模组的创建者、制作模组所需其他素材的所有者、整合打包游戏模组的人，等等。模组本身可能会在游戏中引入其他受版权保护的元素，从而使问题进一步复杂化。比如自2013年以来，把托马斯小火车做成诸如《上古卷轴》中的游戏模组变得十分流行，结果招致托马斯小火车版权方美泰的诉讼，要求模组制作者删除模组，作为回应，玩家社区更加热衷于创作此类模组。

### 模组的收费问题
由于模组的制作需要耗费时间和精力，甚至需要作者花出额外金钱（如购买3D模型、软件工具等），因此导致部分游戏中的社区作者侧重于制作价格高昂的收费模组（Paid Mod）或不向社区公开发布的私人定制模组（Private Mod），高昂的价格和与开源社区相悖的行为使得玩家群体不满，从而导致伸手党（Mod Begger）和海盗党（Pirate）的出现，通过各种途径如众筹或人际关系等方法获取此类模组并免费公开发布，这又进而让模组作者进一步提高模组价格以制造门槛，此类恶性循环可能会导致游戏社区生态恶化。
2015年4月，Valve在Steam上实施了“付费模组”功能；第一个支持付费的游戏是《上古卷轴5》，此举引起了模组社区的迅速反弹，玩家抱怨存在大量价格过高的模组、未经创作者同意发布的内容以及对包含第三方版权内容的模组（即使用了Valve和模组创建者都不拥有版权的素材），后来Valve完全停止了付费模组功能，并同意退款给那些花钱购买模组的人。